# Bruine roest (Puccinia recondita)
De bruine roest (Puccinia recondita, syn.: Puccinia symphyti-bromorum) is een schimmelziekte die behoort tot de roesten. De symptomen van aantasting door deze soort zijn onder meer roestvlekken en puisten op de bladoppervlakken van waardplanten. Hij kan voorkomen op Anisantha, Anchusa, Borago, Bromus, Cerinthe, Clematis, Consolida, Cynoglossum, Echium, Elymus, Eranthis, Helleborus, Leptopyrum, Myosotis, Nigella, Symphytum, Triticum.

## Kenmerken
Na infectie door bruine roest ontstaan op de bladeren en bladscheden verspreid liggende, ronde, bruine sporenhoopjes (uredosori) vaak omgeven door een lichtgroene kring. In de sporehoopjes worden uredosporen gevormd, die voor verdere infectie zorgen.
De buisvormige aecia van de soort produceren aecidiosporen met een grootte van 21-26 × 17-22 µm. In grote lijnen zijn deze ellipsvormig tot bolvormig en hyaliene. De kaneelbruine uredinia van de soort groeien aan weerszijden van het blad van de waardplant. De gele tot kaneelbruine urediniosporen zijn meestal breed ellipsoïd tot eivormig, 24-32 × 20-25 µm groot en fijn stekelig. De telia van de soort zijn zwartbruin en lang bedekt. Ze groeien meestal aan de onderzijde van het blad. De teliosporen zijn hazelbruin van kleur, tweecellig, meestal lang clavaat en 40-58 × 17-25 µm groot. De steel is bruinachtig en tot 20 µm lang.
Verwarring
In het urediniumstadium is verwarring mogelijk met het dwergroest (Puccinia hordei). Deze heeft echter een lichtere urediniosporenwand.

## Verspreiding
De bruine roest komt wereldwijd voor. In Nederland komt hij matig algemeen voor. Hij is niet bedreigd en staat niet op de rode lijst.

## Levenscyclus
Puccinia recondita maakt tijdens zijn levenscyclus gebruik van twee waardplanten. Hij is ook een volledige roest, waarbij alle soorten sporen worden geproduceerd die typerend zijn voor roest. Spermogonia en aecia worden op soorten van de balsemienfamilie, ruwbladigenfamilie, Hydrophyllaceae en ranonkelfamilie gevormd. Op soorten van de grassenfamilie worden de uredinia en telia gevormd.
In Midden-Europa overwintert de schimmel voornamelijk in de vorm van mycelium en uredinia, die de belangrijkste bron van de ziekte zijn. Ze kunnen relatief lage temperaturen overleven.
In milde winters kunnen de urediniosporen van een uredinium gaan kiemen bij 5-25 ° C, hoewel de optimale temperatuur 10-20 ° C is. Een enkel uredinium dat de winter overleeft, kan op één dag ongeveer 3000 urediniosporen vormen. Bij een temperatuur van 15-35°C ontkiemt de urediniospore binnen 30 minuten en infecteert de waardplant binnen drie uur. De reproductiecycli met urediniosporen is onder gunstige omstandigheden (warm en vochtig weer) ongeveer 5-10 dagen.

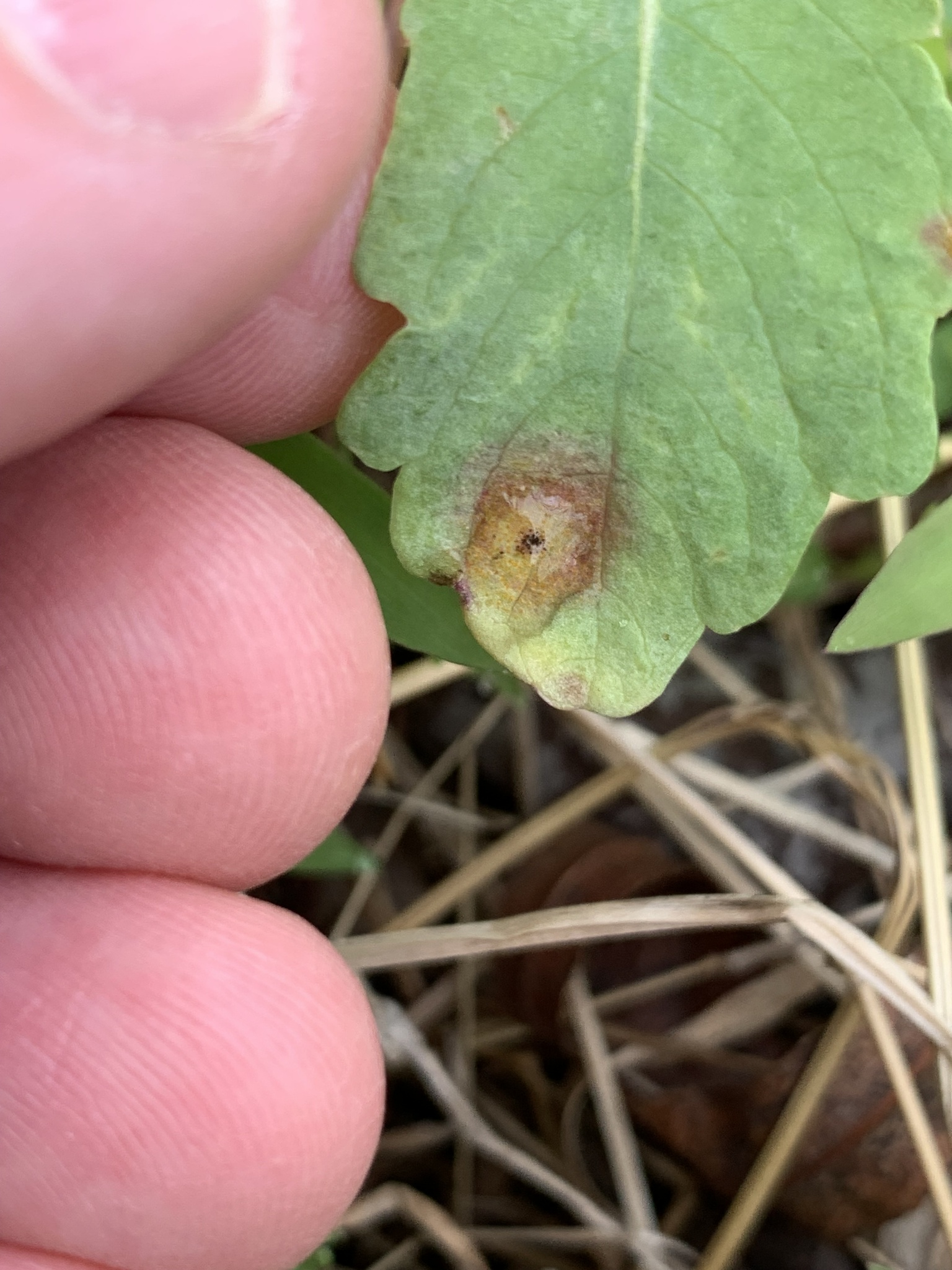
Spermogonia op springzaad
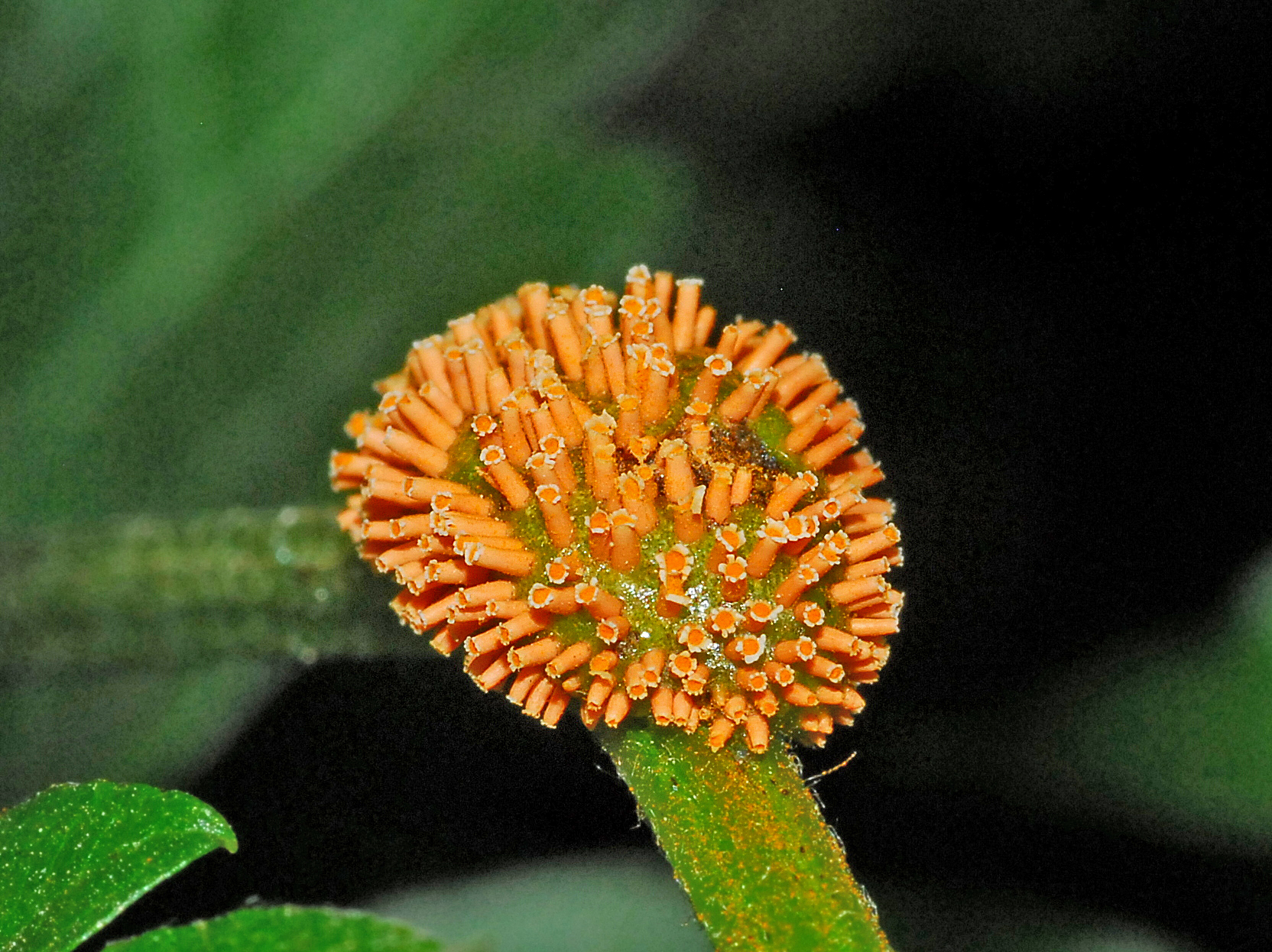
Aecia op bosrank
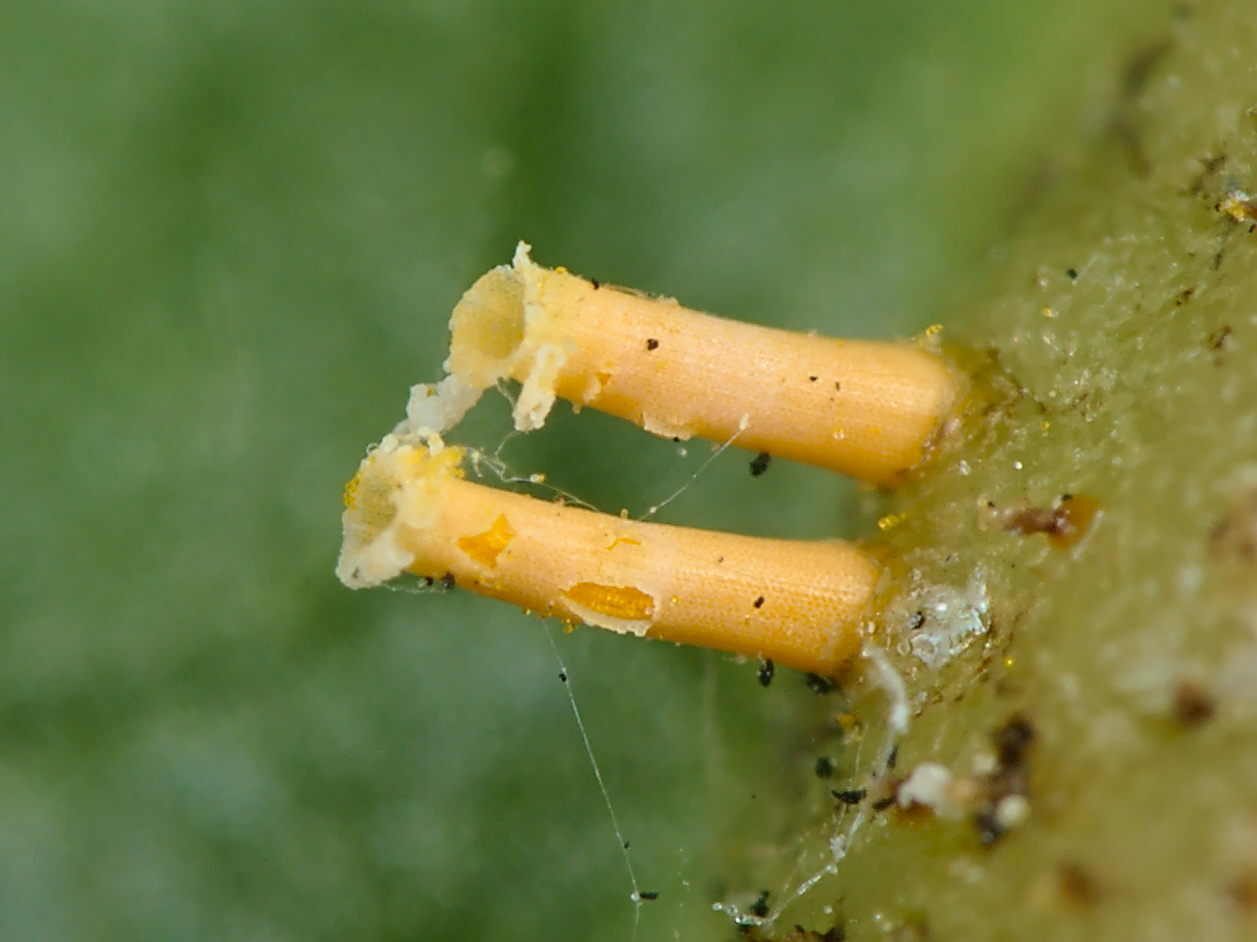
Aecia op bosrank
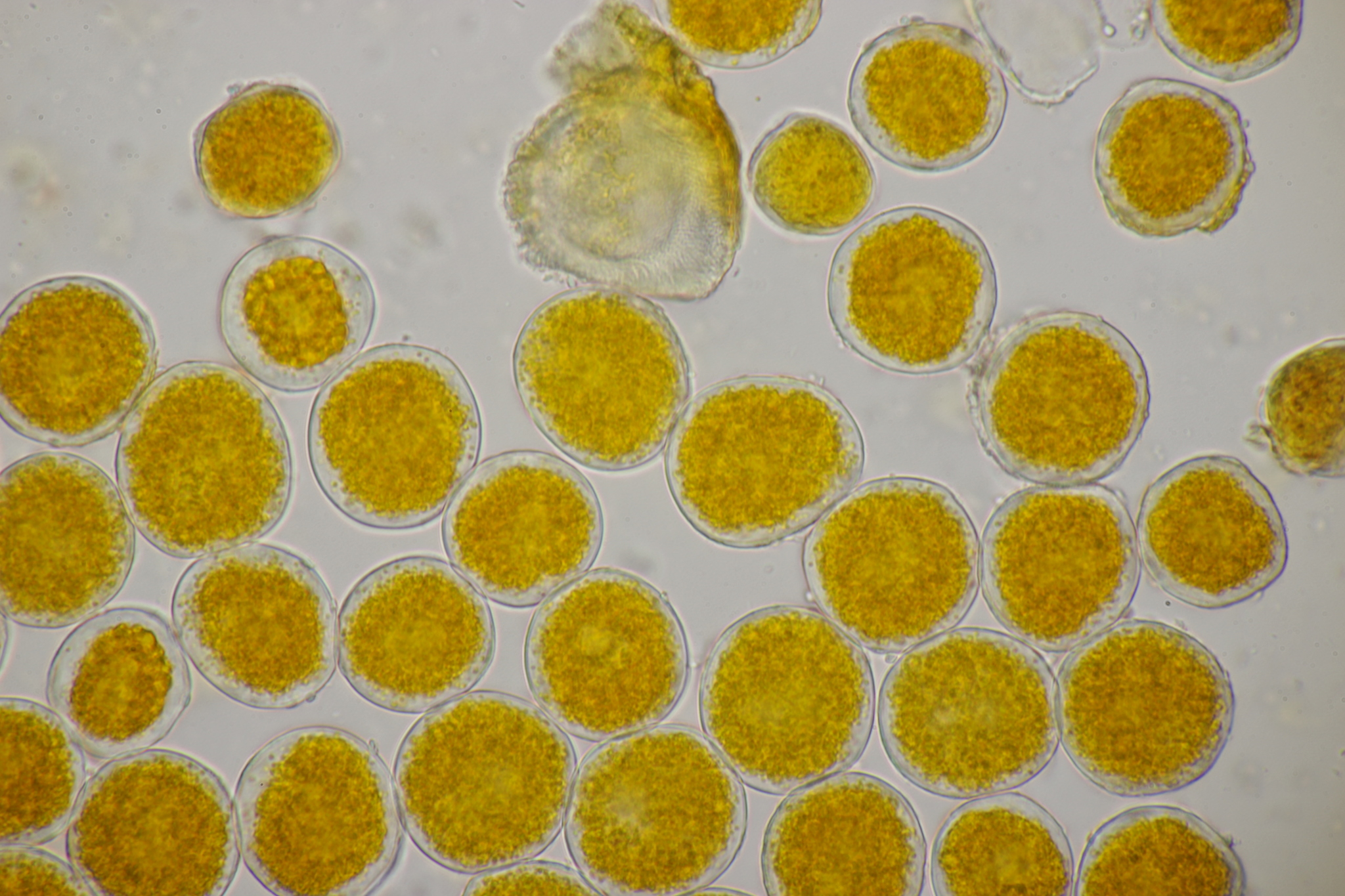
Aeciosporen op gewone smeerwortel
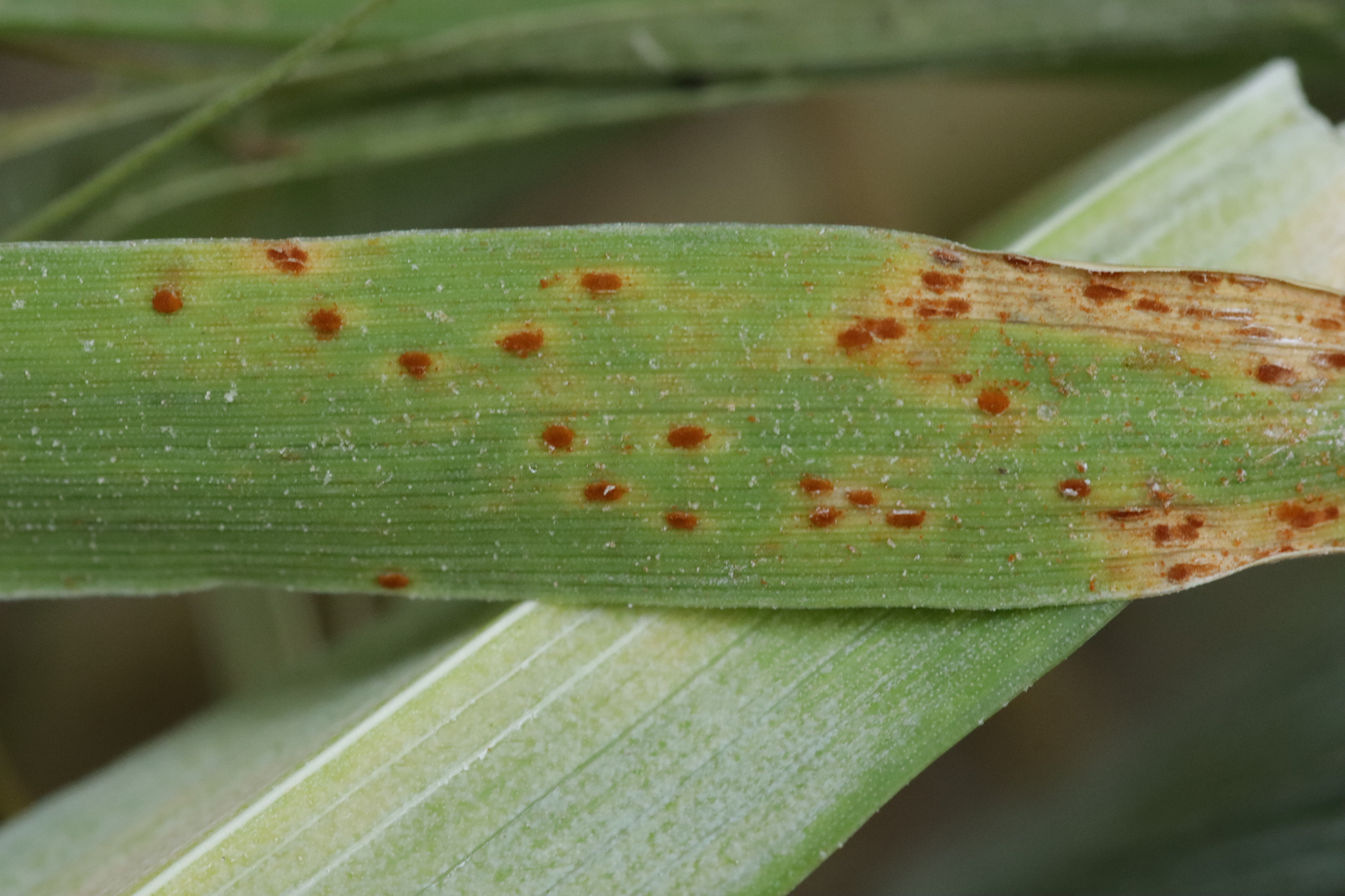
Uredinia op rogge
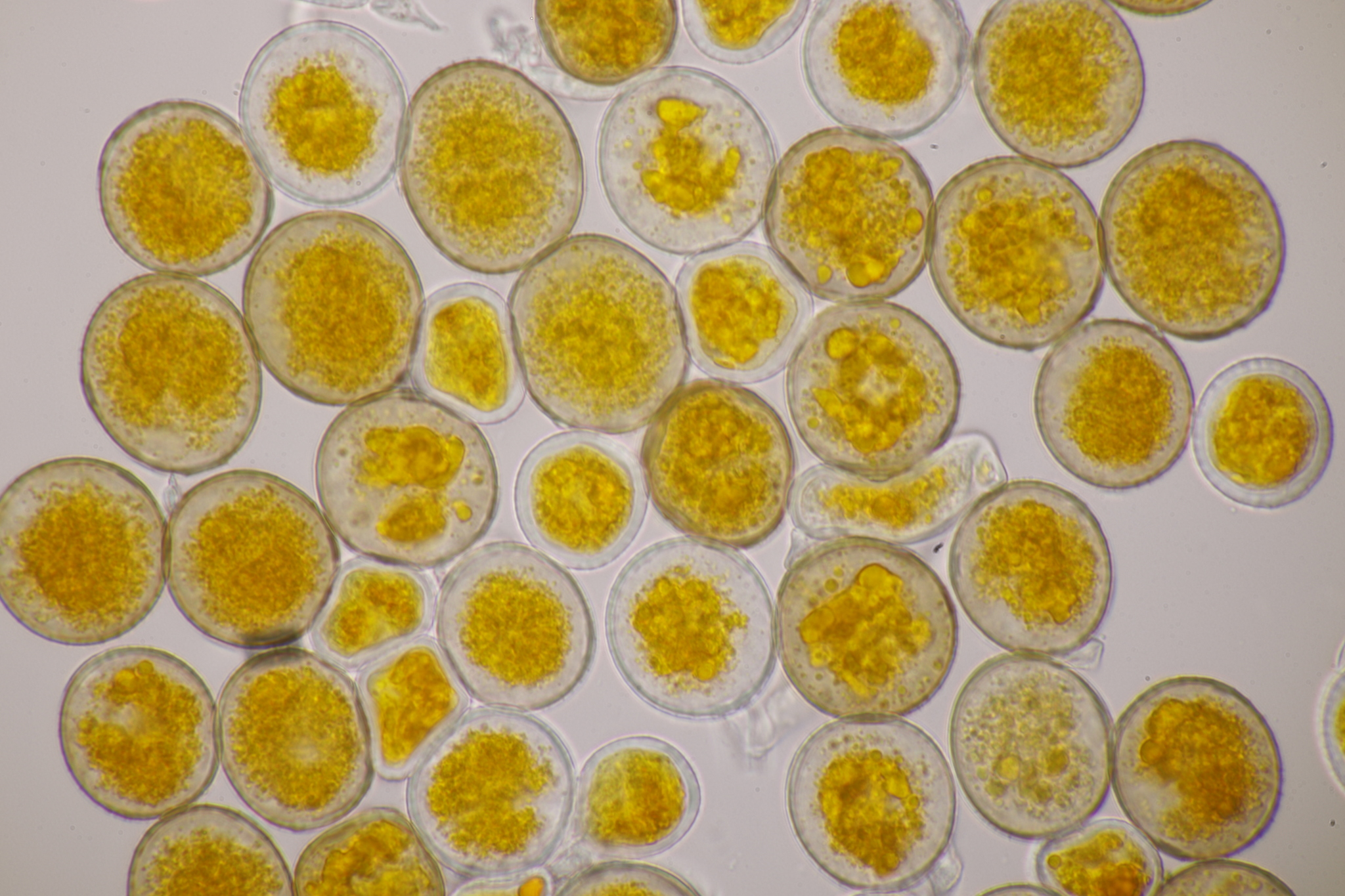
Urediniosporen op rogge
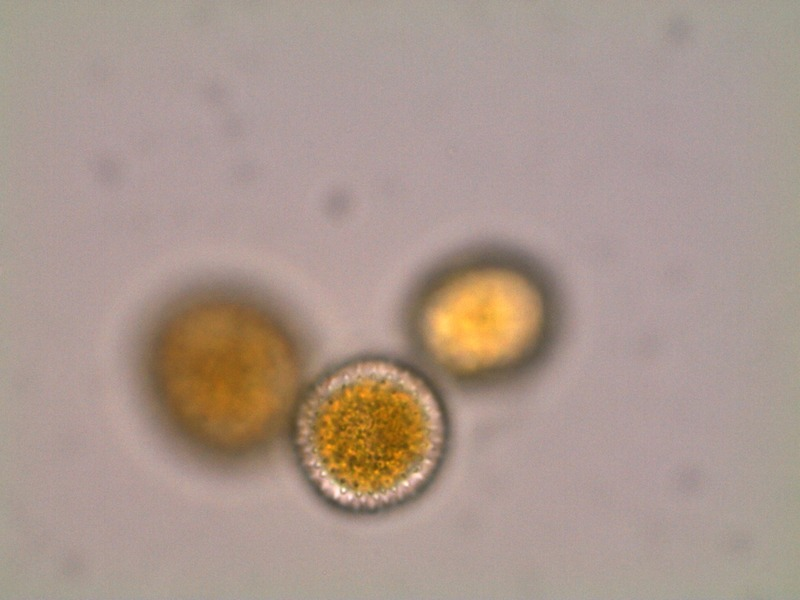
Wand van een urediniospore
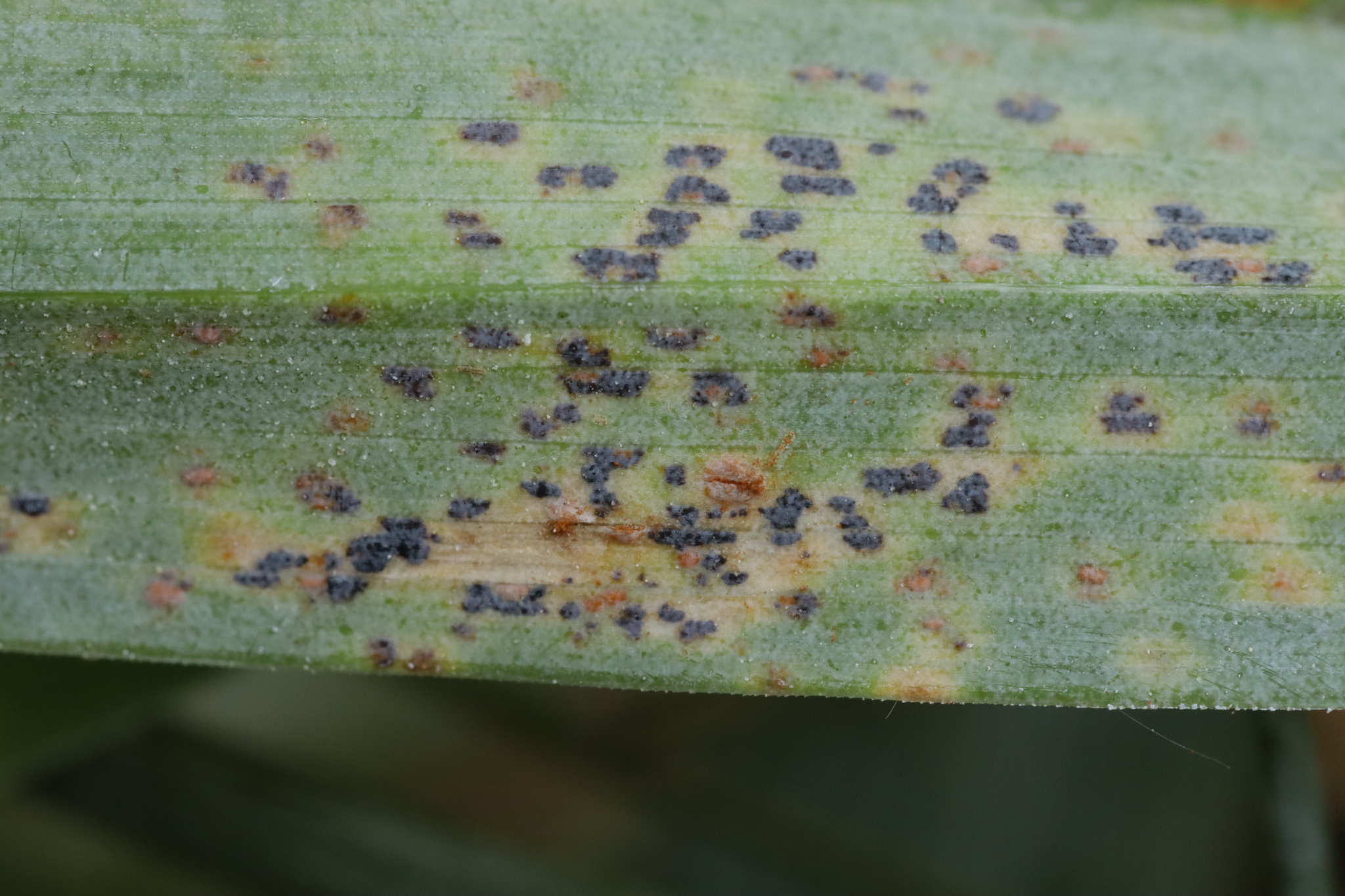
Telia op rogge
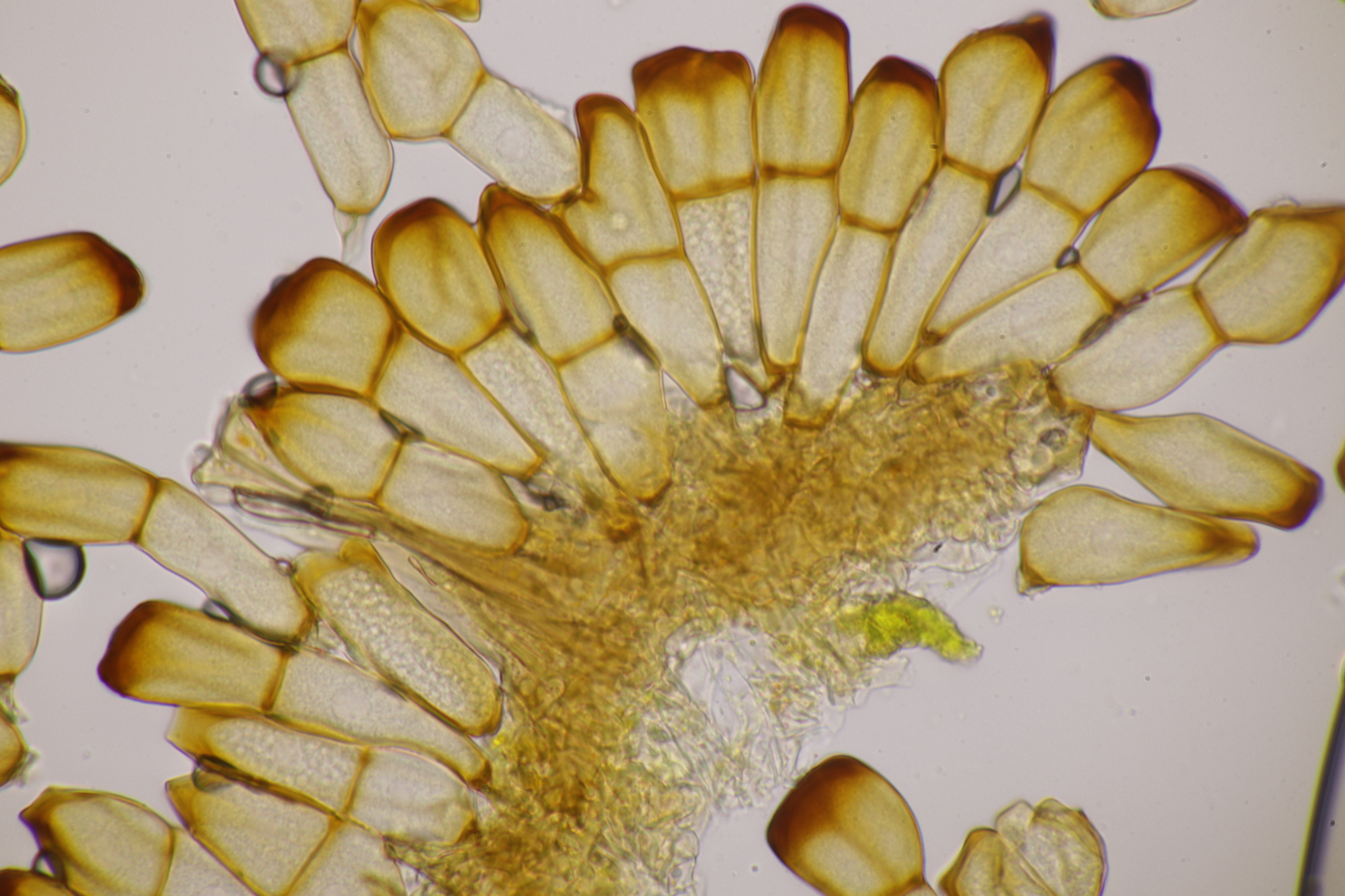
Teliosporen op rogge